# Белогорлая брахигальба
Белогорлая брахигальба (лат. Brachygalba albogularis) — вид птиц из семейства якамаровых. Подвидов не выделяют.

## Распространение
Обитают в Перу (восток), Бразилии (запад) и Боливии (север).

## Описание
Длина тела 15—16 см. У самцов белые горло, грудь и боковые стороны головы. Верхняя сторона тела при этом коричневая или тускло-чёрная, с зеленовато-голубым отливом. Хвост чёрный, грудка и брюшко тёмно-коричневые или черноватые за исключением каштанового участка в центре брюшка. Длина светло-желтого клюва 4—5 см.
Самки похожи на самцов, но, возможно, имеют более обширную каштановую область на брюшке. Неполовозрелые особи не описаны.

## Биология
Питаются насекомыми. Несколько обнаруженных гнёзд располагались в земляных норах. Вскармливанием птенцов занимаются до четырёх взрослых птиц.